# تخت پادشاهی (فیلم)
«تخت پادشاهی» (انگلیسی: The Throne (film)) فیلمی در ژانر عاشقانه تاریخی است. از بازیگران آن می‌توان به سونگ کانگ هو، یو آه-این و مون گیون یانگ اشاره کرد.
فیلم سینمایی تخت پادشاهی، ساخته سال ۲۰۱۵ و محصول کشور کره جنوبی است. این فیلم سینمایی با حضور در جشنواره‌های متعدد بین المللی توانست عناوین زیادی را از آن خود کند. همچنین این فیلم سینمایی در جشنواره جهانی فیلم فجر نیز به نمایش درآمد.
داستان این سینمایی تاریخی، روایتگر قرن هجدهم در کره جنوبی است. یانجگو که پادشاه سلسله چوسان است، بیست و یکمین پادشاه از سلسه چوسان است، که بر تخت پادشاهی می‌نشیند. این فیلم چون دیگر فیلم‌های سینمایی درباره‌ی توطئه درباریان علیه پادشاه زمانه خود است، داستانی پر از فریب نفرت و جنگ